# Partis pour la gloire
Pour plus de détails, voir Fiche technique et Distribution.
Partis pour la gloire est un film dramatique québécois réalisé par Clément Perron, sorti en 1975.

## Synopsis
En 1942, après la promulgation par le gouvernement canadien de la Loi de la conscription, l'armée canadienne se rend dans un village reculé de la Beauce québécoise pour forcer les hommes valides à s'enrôler. La population locale, hostiles à la loi des Anglais comme aux soldats, tente de cacher ses jeunes hommes, mais les jalousies et les imprudences se conjuguent pour anéantir tout espoir de les soustraire au service militaire.

## Fiche technique
- Titre : Partis pour la gloire
- Réalisation : Clément Perron
- Scénario : Clément Perron
- Production : Marc Beaudet
- Cinématographie : Georges Dufaux
- Montage : Pierre Lemelin
- Musique : François Dompierre
- Décors : Denis Boucher
- Costumes : Louise Jobin
- Son : Joseph Champagne et Pierre Lemelin
- Langue : français
- Pays :  Canada
- Genre : Film dramatique
- Durée : 102 minutes
- Date de sortie :  Québec (Canada) : 15 octobre 1975

## Distribution
- Serge L'Italien : Claude Moreau
- Rachel Cailhier : Nicole Dodier
- Jacques Thisdale : Pierre Dodier
- André Mélançon : Le lieutenant Laroche
- Yolande Roy : Lucie Moreau
- Jean-Marie Lemieux : Rodolphe Moreau
- Louise Ladouceur : Lise Dodier
- Jean-Pierre Masson : Clovis Nadeau
- Rolland Bédard : Le curé
- Claude Gauthier : Le vicaire Salois
- Marc Legault
- Jean Mathieu
- André Cartier
- Pierre Gobeil
- Luc Durand
- Madeleine Sicotte

## Distinction

### Récompense
- 1976 : Prix Etrog du Meilleur acteur dans un premier rôle à André Melançon